# Tybjerg Herred

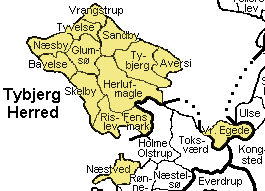
Tybjerg Herred

Tybjerg Herred was tussen 1803 en 1970 een herred in het voormalige Præstø Amt in Denemarken. In Kong Valdemars Jordebog wordt Tybjerg vermeld als Thyuthæbjærghæreth. In 1970 werd het gebied deel van de nieuwe provincie Storstrøm.

## Parochies
Naast de stad Næstved omvatte Tybjerg oorspronkelijk 13 parochies.
- Aversi
- Bavelse
- Flensmark
- Glumsø
- Herlufmagle
- Næsby
- Rislev
- Sandby Sogn
- Sankt Jørgens
- Sankt Mortens
- Sankt Peders
- Skelby
- Tybjerg
- Tyvelse
- Vester Egede
- Vrangstrup